# João Pedro da Silva Pereira
João Pedro da Silva Pereira (Lisboa, 25 de febrero de 1984), más conocido simplemente como João Pereira, es un exfutbolista y entrenador portugués que jugaba como defensa. Desde marzo de 2025 dirige al Alanyaspor de la Superliga de Turquía.

## Carrera

### Como jugador

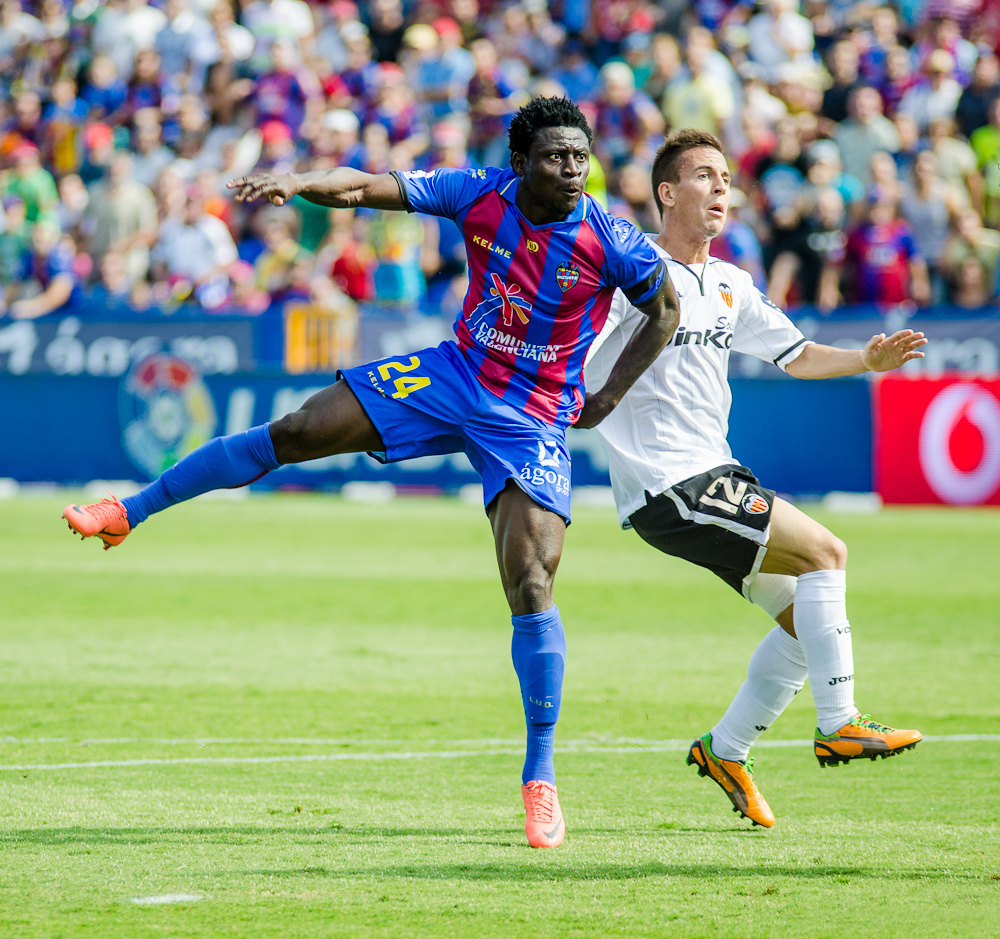
João Pereira jugando para Valencia C. F.

#### S. L. Benfica
Vecino del conflictivo barrio de Lisboa, Casal Ventoso, logró sortear un duro futuro gracias al fútbol y se formó en las categorías inferiores del S. L. Benfica. Su debut en el primer equipo tuvo lugar el 17 de agosto de 2003 de la mano del técnico español José Antonio Camacho, con un empate a 0 ante Boavista F. C., terminando la temporada 2003-04 con 25 apariciones, principalmente como centrocampista. Esa temporada el club ganó la Copa de Portugal. 
Al año siguiente formó parte del Benfica que ganó la Primeira Liga 2004-05 con el técnico Giovanni Trapattoni, pero sus buenas actuaciones en el equipo no le sirvieron para convencer a Ronald Koeman en la siguiente temporada Primeira Liga 2005-06, que lo relegó primero al banquillo y más tarde al S. L. Benfica "B" tras una fuerte discusión con el técnico holandés. El jugador pudo salir en el mercado de invierno en forma de cesión al Gil Vicente F. C.

#### Gil Vicente F. C.
A mediados de 2006 fue traspasado definitivamente al no querer regresar al S. L. Benfica. Poco a poco dejó el puesto de extremo derecho para jugar como lateral.

#### S. C. Braga
En 2007 fue reconvertido definitivamente en lateral derecho, lo que le llevó a fichar por el S. C. Braga. La actuación en su nueva posición llamó la atención de clubes grandes de Portugal, como el Sporting C. P.

#### Sporting de Portugal
El 22 de diciembre de 2009 el Sporting de Portugal lo fichó por 3 millones de euros, una cuantía elevada teniendo en cuenta su posición y su pobre situación mediática en el plano internacional. Debutó el 9 de enero de 2010 contra el Leixões S. C.
Pereira encontró una gran regularidad en el Sporting durante la Primera División de Portugal 2010-11, tanto como defensa como de mediocentro, llevando a su equipo a la 3.ª posición en esa temporada. El 30 de abril de 2011 marcó su primer gol con el equipo de Lisboa en la victoria 2-1 contra Portimonense S. C.

#### Valencia C. F.
El 24 de mayo de 2012 fichó por el Valencia C. F. de España por 3,6 millones de euros y un contrato para 3 temporadas con opción de uno más. 
Su primera temporada debutó como titular en el equipo del argentino Mauricio Pellegrino en la primera jornada, el 19 de agosto de 2012, en el Estadio Santiago Bernabéu en el empate 1-1 entre Real Madrid y Valencia. Fue el lateral derecho indiscutible toda la temporada sin dar casi opción a Antonio Barragán, lateral suplente.
La segunda temporada su rendimiento se volvió irregular con Miroslav Djukic y fue superado en muchas alineaciones por Barragán, sobre todo tras la llegada del técnico Juan Antonio Pizzi. 
De cara a su último año de contrato, el club y el nuevo técnico Nuno Espírito Santo decidieron descartarlo y buscarle una salida que hiciera ingresar un dinero por su traspaso y liberarse de su alta ficha, pero el jugador no aceptó ninguna de las opciones para salir que le propuso su agente Jorge Mendes y decidió quedarse en el Valencia a pesar de ser descartado. No entró en ninguna convocatoria del equipo, puesto que para el técnico tenía por delante a otros dos laterales derechos (Barragán y Cancelo), y el futbolista tomó la decisión romper con su agente y firmar el 3 de octubre con la agencia ProEleven. El futbolista mantuvo un comportamiento muy profesional y se buscó una salida a su situación en el mercado de invierno.

#### Hannover 96
El 29 de enero de 2015 se hizo oficial la rescisión de su contrato, y es contratado por el club alemán del Hannover 96 de la Bundesliga. El 7 de febrero hizo su debut en la jornada 20 de la Bundesliga sustituyendo en el descanso a Hiroki Sakai en el partido en casa del Hamburgo SV, el Imtech Arena, que terminó con derrota del Hannover 96 por 2-1. Tuvo muy pocas oportunidades más, solo participó en 5 encuentros y quedó libre al terminar la temporada.

#### Regreso a Sporting
El 13 de julio de 2015 se hizo oficial su regreso al Sporting de Lisboa con 31 años de edad y por dos temporadas, club en el que estuvo dos temporadas y media. Empezó la temporada 2015-16 como el lateral derecho titular del equipo, y conquistando el primer título, la Supercopa de Portugal jugando todo el encuentro frente al S. L. Benfica. Disputa también por completo la eliminatoria previa de la Liga de Campeones contra el CSKA de Moscú, pero cae derrotado el equipo por un gol de diferencia y pasa a disputar la Liga Europa.

### Como entrenador
Tras su retirada como jugador, siguió vinculado al Sporting C. P. como técnico asistente de su equipo sub-23, al que dirigió entre 2022 y 2024 antes de ser promovido al filial para la temporada 2024-25. El 11 de noviembre fue nombrado entrenador del primer equipo tras la marcha de Rúben Amorim. Estuvo poco más de un mes en el cargo y fue despedido antes de acabar 2024 después de haber sumado tres victorias en los ocho encuentros que dirigió. El siguiente 9 de enero volvió a hacerse cargo del filial, que dejó por segunda vez durante la temporada en marzo para irse a Turquía y entrenar al Alanyaspor.

## Selección nacional
Tras disputar ocho partidos con la selección sub-19 y 24 partidos con la sub-21, fue llamado a la selección de fútbol de Portugal por el nuevo seleccionador Paulo Bento al estar destacando en su club, el Sporting C. P. Debutó el 8 de octubre de 2010 frente a Dinamarca en do Dragão con victoria 3-1 en la fase de clasificación para la Eurocopa 2012. Empezó a ser un habitual en las convocatorias y fue el lateral derecho titular en la Eurocopa 2012, en la que Portugal fue semifinalista. Siguió siendo convocado y participó también en el Mundial 2014, en la que hubo menos fortuna al caer en la fase de grupos. En total disputó la cifra de 40 partidos como internacional absoluto. 
| Evento        | Sede            | Resultado    |
| ------------- | --------------- | ------------ |
| Eurocopa 2012 | Polonia Ucrania | Semifinales  |
| Mundial 2014  | Brasil          | Primera fase |

## Clubes

### Como jugador
| Club              | País     | Año       | Partidos | Goles |
| ----------------- | -------- | --------- | -------- | ----- |
| S. L. Benfica "B" | Portugal | 2001-2003 | 8        | 0     |
| S. L. Benfica     | Portugal | 2003-2006 | 85       | 7     |
| Gil Vicente F. C. | Portugal | 2006-2007 | 39       | 1     |
| S. C. Braga       | Portugal | 2007-2009 | 95       | 2     |
| Sporting C. P.    | Portugal | 2010-2012 | 105      | 6     |
| Valencia C. F.    | España   | 2012-2015 | 75       | 0     |
| Hannover 96       | Alemania | 2015      | 5        | 0     |
| Sporting C. P.    | Portugal | 2015-2016 | 44       | 0     |
| Trabzonspor       | Turquía  | 2017-2021 | 122      | 3     |
| Sporting C. P.    | Portugal | 2021      | 5        | 0     |

### Como entrenador
| Club                  | País     | Año       |
| --------------------- | -------- | --------- |
| Sporting C. P. sub-23 | Portugal | 2022-2024 |
| Sporting C. P. "B"    | Portugal | 2024      |
| Sporting C. P.        | Portugal | 2024      |
| Sporting C. P. "B"    | Portugal | 2025      |
| Alanyaspor            | Turquía  | 2025-     |

## Estadísticas como entrenador
| Equipo                      | Div.                | Temporada           | Liga  | Liga | Liga | Liga | Liga |       | Copa | Copa | Copa | Copa  |   | Internacional | Internacional | Internacional | Internacional | Internacional |   | Otros | Otros | Otros | Otros |   | Totales     | Totales | Totales | Totales | Totales | Totales | Totales | Totales |
| Equipo                      | Div.                | Temporada           | Part. | G    | E    | P    | Pos. | Part. | G    | E    | P    | Part. | G | E             | P             | Pos.          | Part.         | G             | E | P     | Part. | G     | E     | P | Rendimiento | GF      | GC      | Dif.    |         |         |         |         |
| --------------------------- | ------------------- | ------------------- | ----- | ---- | ---- | ---- | ---- | ----- | ---- | ---- | ---- | ----- | - | ------------- | ------------- | ------------- | ------------- | ------------- | - | ----- | ----- | ----- | ----- | - | ----------- | ------- | ------- | ------- | ------- | ------- | ------- | ------- |
| Sporting C. P. "B" Portugal | 3.ª                 | 2024-25             | 11    | 4    | 4    | 3    | Inc. | -     | -    | -    | -    | -     | - | -             | -             | -             | -             | -             | - | -     | 11    | 4     | 4     | 3 | 48.48%      | 12      | 13      | -1      |         |         |         |         |
| Sporting C. P. "B" Portugal | Total               | Total               | 11    | 4    | 4    | 3    | -    | -     | -    | -    | -    | -     | - | -             | -             | -             | -             | -             | - | -     | 11    | 4     | 4     | 3 | 48.48%      | 12      | 13      | -1      |         |         |         |         |
| Sporting C. P. Portugal     | 1.ª                 | 2024-25             | 4     | 1    | 1    | 2    | Inc. | 2     | 2    | 0    | 0    | 2     | 0 | 0             | 2             | Inc.          | -             | -             | - | -     | 8     | 3     | 1     | 4 | 41.67%      | 14      | 13      | +1      |         |         |         |         |
| Sporting C. P. Portugal     | Total               | Total               | 4     | 1    | 1    | 2    | -    | 2     | 2    | 0    | 0    | 2     | 0 | 0             | 2             | -             | -             | -             | - | -     | 8     | 3     | 1     | 4 | 41.67%      | 14      | 13      | +1      |         |         |         |         |
| Total en su carrera         | Total en su carrera | Total en su carrera | 15    | 5    | 5    | 5    | -    | 2     | 2    | 0    | 0    | 2     | 0 | 0             | 2             | -             | -             | -             | - | -     | 19    | 7     | 5     | 7 | 45.61%      | 26      | 26      | +0      |         |         |         |         |
| 1. 2.                       |                     |                     |       |      |      |      |      |       |      |      |      |       |   |               |               |               |               |               |   |       |       |       |       |   |             |         |         |         |         |         |         |         |

#### Resumen por competiciones
| Competición                  | Partidos | Ganados | Empatados | Perdidos | Ganados % | Mejor resultado  |
| ---------------------------- | -------- | ------- | --------- | -------- | --------- | ---------------- |
| Terceira Liga                | 11       | 4       | 4         | 3        | 48.48%    | Por determinar   |
| Primeira Liga                | 4        | 1       | 1         | 2        | 33.33%    | Incompleto       |
| Copa de Portugal             | 2        | 2       | 0         | 0        | 100%      | Cuartos de final |
| Liga de Campeones de la UEFA | 2        | 0       | 0         | 2        | 0%        | Incompleto       |
| Total                        | 19       | 7       | 5         | 7        | 45.61%    | Sin títulos      |

## Palmarés

### Como jugador

#### Títulos nacionales
| Título                | Club           | País     | Año  |
| --------------------- | -------------- | -------- | ---- |
| Copa de Portugal      | S. L. Benfica  | Portugal | 2004 |
| Primeira Liga         | S. L. Benfica  | Portugal | 2005 |
| Supercopa de Portugal | S. L. Benfica  | Portugal | 2005 |
| Supercopa de Portugal | Sporting C. P. | Portugal | 2015 |
| Copa de Turquía       | Trabzonspor    | Turquía  | 2020 |
| Primeira Liga         | Sporting C. P. | Portugal | 2021 |